# 日本廻国大乗妙典六十六部経聖
日本廻国大乗妙典六十六部経聖（にほんかいこくだいじょうみょうてんろくじゅうろくぶきょうひじり）とは、法華経を66部写経し、日本全国を巡って66の国々（壱岐国・対馬国を除く）の寺社に納経する修行者のこと。略して六十六部廻国聖（ろくじゅうろくぶかいこくひじり）とも呼ばれ、江戸時代には更に略されて六十六部（ろくじゅうろくぶ）もしくは六部（ろくぶ）と呼ばれた。

## 歴史
その起源は不明であるが、66か国全てに設置されていた国分尼寺が「法華滅罪之寺」と称されて法華経を奉じていたとの関係しているとする説がある。恐らくは法華経の書写による作善と廻国の苦行によって滅罪の功徳を得るための行動であったと考えられている。少なくとも14世紀にはその活動が確認できる。
各国に設けられた霊場に納経場所が設けられ、鉄塔の中に経筒を入れて納経したり、地面に経筒ごと埋めたりした。
江戸時代には犯罪を犯して故郷を捨てて諸国を巡る聖もおり、六十六部や六部という略称はこうした聖に対して貶められた表現であるとする説もある。勿論、贖罪意識を持って諸国を巡る者や純粋な信仰目的で俗世を捨てて諸国を巡る者も存在していた。また、経典そのものではなく、納経札を納めることが一般的になった。
廻国の途中で地元の人に引き留められた聖が地元の堂庵に定住することもあった。そうした聖が勧進を行って他の聖のために「廻国供養塔」と呼ばれる供養塔を立てたり、途中で行き倒れた聖のために「六部墓」「六部塚」と呼ばれる墓が立てられることがあった。京都郊外鳥辺野にあった時宗寺院の宝福寺が行き場のない聖の終焉の場所を提供していたことが知られている。
納経札を納めることで納経の代替とする手法は、四国八十八箇所や三十三所観音の巡礼に引き継がれたとする見解もある。

## 霊場
66か国の霊場について、本来は国分尼寺がそれに相当した可能性もあるが、実際にはその大半が早い時期に廃絶している。そうした背景もあってか、66か国全てに存在していた一宮を霊場にしていたとする説がある。しかし、現実には何処を霊場とみなすかは諸説あって確定したものではない。そもそも、霊場とされている場所には寺院も神社が混ざっており、選定の基準も定かではない（これとは別に明治の神仏分離令で寺院であったものが神社に改組されて現存している所もある）。例示として天野信景が著した『塩尻』には宝永期（18世紀初め）に行われた六十六部の順拝路として記載されたものを下記に示す（あくまでも一説であることに注意）。
1. 下野国 － 滝尾山(滝尾神社)
2. 上野国 － 一宮(一之宮貫前神社)
3. 武蔵国 － 六所明神(大國魂神社)
4. 相模国 － 八幡(鶴岡八幡宮)
5. 伊豆国 － 三島(三島大社)
6. 甲斐国 － 七覚山(円楽寺)
7. 駿河国 － 富士(富士山本宮浅間大社)
8. 遠江国 － 国分寺
9. 三河国 － 鳳来寺
10. 尾張国 － 一宮(真清田神社)
11. 美濃国 － 一宮(南宮大社)
12. 近江国 － 多賀(多賀大社)
13. 伊賀国 － 円寿寺(延寿院)
14. 伊勢国 － 朝熊山(金剛證寺)
15. 志摩国 － 常安寺
16. 紀伊国 － 熊野本宮(熊野本宮大社)
17. 和泉国 － 松尾寺
18. 河内国 － 上太子(叡福寺)
19. 大和国 － 長谷寺
20. 山城国 － 賀茂社(賀茂神社)
21. 丹波国 － 穴太寺
22. 摂津国 － 天王寺(四天王寺)
23. 阿波国 － 太亀寺(太龍寺)
24. 土佐国 － 五台山(竹林寺)
25. 伊予国 － 一宮(大山祇神社)
26. 讃岐国 － 白峯宮(白峰宮)
27. 淡路国 － 千光寺
28. 播磨国 － 書写山(圓教寺)
29. 美作国 － 一宮(中山神社)
30. 備前国 － 吉備津宮(吉備津彦神社)
31. 備中国 － 吉備津宮(吉備津神社)
32. 備後国 － 浄土寺
33. 安芸国 － 厳島(厳島神社)
34. 周防国 － 新寺(極楽寺)
35. 長門国 － 一宮(住吉神社)
36. 筑前国 － 太宰府天神(太宰府天満宮)
37. 筑後国 － 高良玉垂宮(高良大社)
38. 肥前国 － 千栗(千栗八幡宮)
39. 肥後国 － 阿蘇宮(阿蘇神社)
40. 薩摩国 － 新田社(新田神社)
41. 大隅国 － 八幡社(鹿児島神宮)
42. 日向国 － 法花岳(薬師寺)
43. 豊後国 － 田原(白鬚田原神社)
44. 豊前国 － 宇佐(宇佐神宮)
45. 石見国 － 八幡(石見八幡宮)
46. 出雲国 － 大社(出雲大社)
47. 伯耆国 － 大仙寺(大山寺)
48. 隠岐国 － 託日(焼火神社)
49. 因幡国 － 一宮(宇倍神社)
50. 但馬国 － 養父(養父神社)
51. 丹後国 － 成相(成相寺)
52. 若狭国 － 一宮(若狭彦神社)
53. 越前国 － 平泉寺(平泉寺白山神社)
54. 加賀国 － 白山(白山比咩神社)
55. 能登国 － 石動山(伊須流岐比古神社)
56. 越中国 － 立山(雄山神社)
57. 飛騨国 － 国分寺(飛騨国分寺)
58. 信濃国 － 上諏訪(諏訪大社上社)
59. 越後国 － 蔵王権現(金峯神社)
60. 佐渡国 － 小比叡山(蓮華峰寺)
61. 出羽国 － 湯殿山(湯殿山神社)
62. 陸奥国 － 塩竈(鹽竈神社)
63. 常陸国 － 鹿島社(鹿島神宮)
64. 下総国 － 香取社(香取神宮)
65. 上総国 － 一宮(玉前神社)
66. 安房国 － 清澄寺